# 青梅市立河辺小学校
青梅市立河辺小学校（おうめしりつかべしょうがっこう）は、東京都青梅市河辺町にある市立小学校。1971年（昭和46年）創立。初代校長は原島八三郎。

## 沿革
- 1971年 - 創立。校旗、校歌、校章が制定される。

## 所在地
- 東京都青梅市河辺町5-24
  - JR青梅線沿線に所在する。

## 構造
南側に校庭、北側に校舎という形になっている。校舎内部は第1音楽室、第2音楽室という二つの音楽室の他、家庭科室、図工室がある。音楽室は平成に入り新築された2階の音楽室と、古くから存在する4階の音楽室がある。また言語/聴覚の障害をもつ児童の通級指導学級『ことばときこえの教室』も校舎北側に存在する。
校舎の南東には　理科園があり、そこでは植物などを育てている。

## その他
校歌には『八重の梅』という曲名が付けられている。

## 周辺施設等
- 河辺駅
- 東京都青梅合同庁舎
- 青梅市総合体育館
- 青梅市民競技場
- 青梅市中央図書館